# Pere Nicolau i Bover

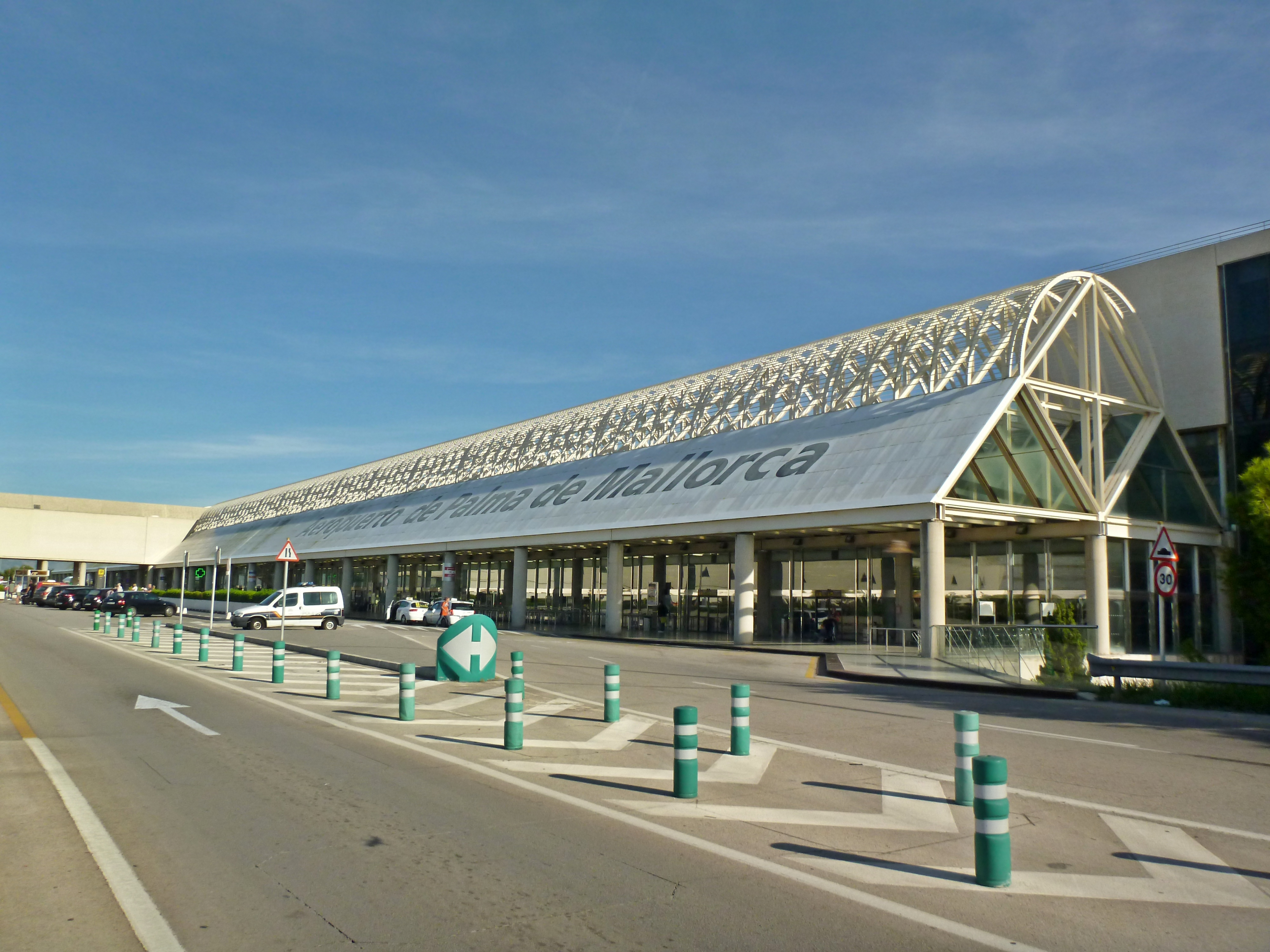
Terminal de l'aeroport de Son Sant Joan

Pere Nicolau i Bover (Palma, 1948) és un arquitecte mallorquí conegut per haver projectat el Parc de Mar i la terminal de l'aeroport de Son Santjoan. La seva obra es considera dins el racionalisme lligat al regionalisme.

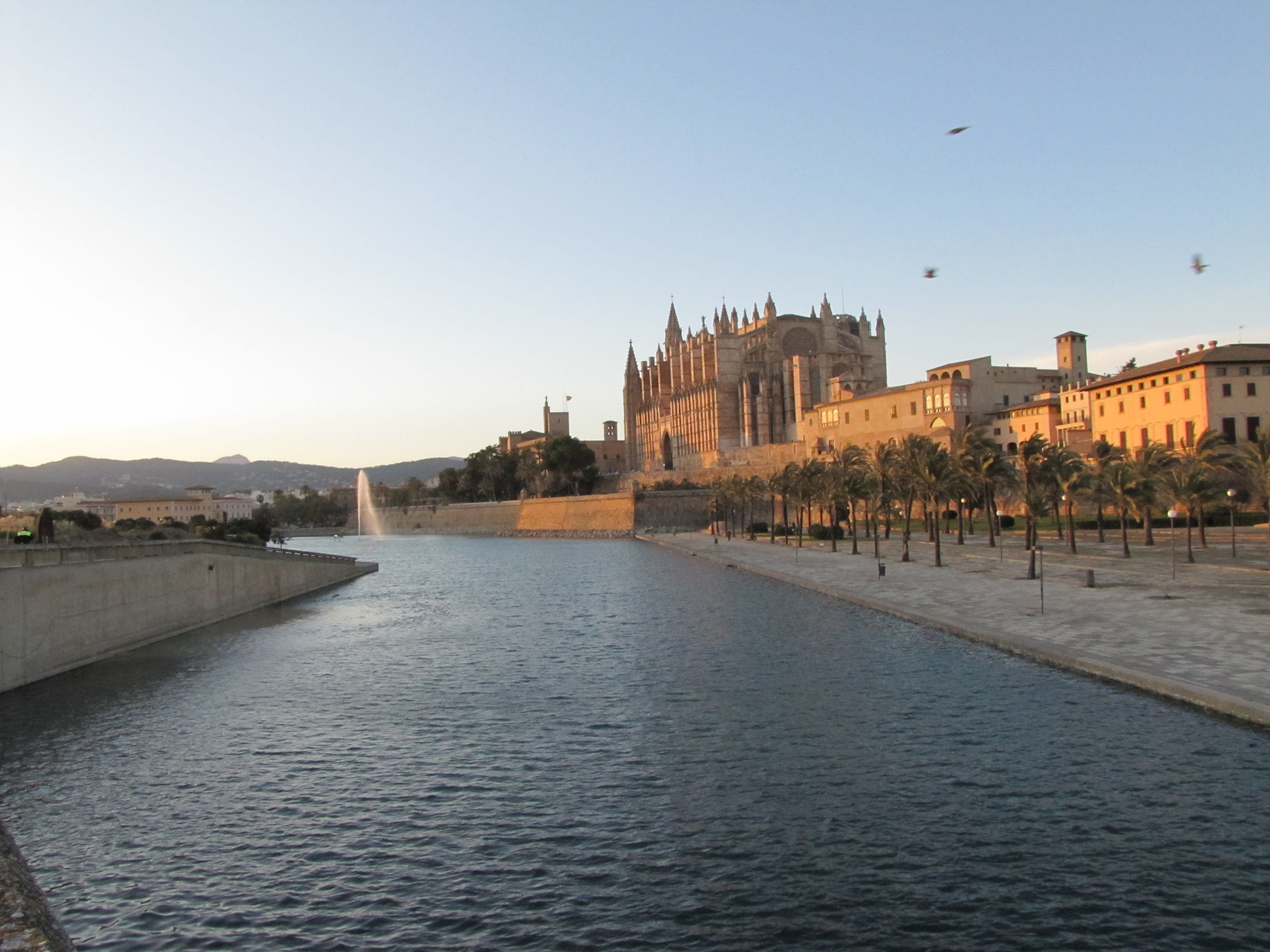
Parc de la Mar

Nicolau es titulà el 1971 a l'Escola Tècnica Superior d'Arquitectura de Barcelona. Amb altres professionals, formà part d'un grup anomenat Zócalo, que el 1978 aconseguí el primer premi en el concurs per a realitzar el parc de la Mar de Palma. Una altra obra d'impacte a Mallorca, en col·laboració amb l'arquitecte Jaume Martínez, fou la projecció i direcció entre el 1987 i el 1993 de la rehabilitació del Gran Hotel de Palma, obra de Lluis Domenech i Muntaner, per convertir-lo en la seu de la Fundació “la Caixa” a les Illes Balears. Dissenyà el nou edifici terminal de l'aeroport de Son Sant Joan (Palma), projectà l'hotel Hilton Sa Torre de Llucmajor amb rehabilitació de les cases de la possessió de Sa Torre, la clínica Planas a Palma, entre d'altres.